# Sergei Shtanyuk
Sergei Shtanyuk   (Minsk, 13 d'agost de 1973) és un exfutbolista belarús de la dècada de 2000.
Fou 71 cops internacional amb la selecció de Belarús.
Pel que fa a clubs, defensà els colors de Dynamo Minsk, Dynamo Moscou, Royal Antwerp o Stoke City.